# Réseau en étoile
Cet article concerne une topologie de réseau informatique. Pour le concept aéroportuaire, voir Plate-forme de correspondance.

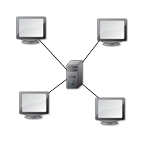
Topologie de réseau en étoile

Dans une topologie de réseau en étoile aussi appelé Hub and spoke, les équipements du réseau  sont reliés à un système matériel central (le nœud). Celui-ci a pour rôle d'assurer la communication entre les différents équipements du réseau. 
En pratique, l'équipement central peut être un concentrateur (en anglais hub, littéralement "moyeu de roue"), un commutateur (en anglais switch) ou un routeur (en anglais router).
Le réseau Token ring utilise dans ses versions récentes une topologie en anneau au niveau électrique, mais une topologie en étoile au niveau physique. Cette bizarrerie s'explique en remarquant que des portions de l'anneau sont « pliées » pour former des fils qui convergent vers un équipement central, le MAU (Multisession Access Unit). Les réseaux se chevauchent l'un sur l'autre.
Les avantages :
- ajout facile de postes ;
- localisation facile des pannes ;
- le débranchement d'une connexion ne paralyse pas le reste du réseau ;
- simplicité éventuelle des équipements au niveau des nœuds : c'est le concentrateur qui est intelligent.

Les inconvénients :
- plus onéreux qu'un réseau à topologie en bus (achat du concentrateur et d'autant de câbles que de nœuds) ;
- si le concentrateur est défectueux, tout le réseau est en panne.
- utilisation de multiples routeur ou switch afin de pouvoir communiquer entre différents réseaux ou ordinateur